# Purple
Purple es el segundo álbum de la banda estadounidense de grunge Stone Temple Pilots, lanzado 7 de junio de 1994 en Atlantic Records. El álbum, la construcción de las bases establecidas por la banda álbum debut Core, fue un gran éxito para la banda, debutando en el # 1 en la lista Billboard 200 y permaneciendo allí durante tres semanas, llegando a vender más de seis millones de copias. Esto dio lugar a una serie de sencillos de gran éxito - "Vasoline" and "Interstate Love Song" ambos encabezaron el Mainstream Rock Tracks y alcanzó el número 2 en el Modern Rock Tracks, mientras que "Big Empty" también agrietado entre los diez primeros en las dos tablas. Menos conocidos cortes del álbum "Pretty Penny" y "Unglued" también fueron lanzados como singles de radio promocionales. El estilo del álbum ve una expansión del sonido de la banda. Mientras que el debut de la banda, Core, tenía un sonido más Grunge orientada con agitación riffs de guitarra y voces agresivas, púrpura vio el cambio de banda a un estilo de rock más alternativo, que incorpora una serie de influencias, incluyendo el Rock Psicodélico y el southern rock. En 2006, el álbum se clasificó número 73 en la lista de Guitar Magazine Mundial de los 100 mejores álbumes de guitarra de todos los tiempos.

## Info Álbum y estilo musical
El primer sencillo del álbum, "Big Empty", hizo su debut en el rendimiento acústico STP MTV Unplugged en 1993 La canción que más tarde aparecería en la banda sonora de The Crow. The Crow soundtrack alcanzó el número 1 en 1994 y un par de semanas más tarde, Purple llegó a la cima de las listas, con dos sencillos de la banda en 1994 (Interstate Love Song y Vasoline).
La letra "Ella dijo que ella sería mi mujer, ella dijo que sería mi hombre" de "Lounge Fly" también aparece en el demo de Mighty Joe Young (nombre de la banda antes de debutar en el mercado mainstream) en la canción "The spanish fly". Paul Leary de los Butthole Surfers se acredita a tocar el solo de guitarra que termina en "Lounge Fly".
Mientras Purple todavía cuenta con fuertes elementos de hard rock y grunge como su predecesor, Core, el álbum muestra a la banda desarrollando un sonido más único influenciado por otros géneros, como el rock psicodélico evidente en "Lounge Fly" y "Silvergun Superman", el vibras país de "Interstate Love Song" y elementos del ragtime de "Big Empty". Stephen Erlewine de Allmusic escribió que "Purple es un salto cuántico en Core, mostrando una banda golpeando su paso." Erlewine también describió "Interstate Love Song" como una "épica concisa tan atractivo como la carretera abierta" y "Big Empty" a "una encapsulación perfecta de la alienación corriente principal."

## Ilustraciones
El título del álbum, "Purple", se escribe como un Chinese character, zǐ (紫), en la portada, y en ninguna otra parte en el envase (con excepción del Reino Unido y el lanzamiento europeo del vinilo de edición limitada).
No hay lista de pistas en la parte posterior de la caja, sino que muestra una imagen de un pastel con la frase "12 Amables Melodías"
En la portada de la versión de casete de la púrpura, el niño está sosteniendo el carácter chino en la mano, y no está en la esquina. Hay dos prensados del disco actual en Purple CDs. Una versión tiene flores en él y otro tiene escamas de dragón.
El comunicado de LP de vinilo está hecho de color de vinilo - púrpura transparente en el estreno en Estados Unidos y Reino Unido, y una edición limitada de vinilo opaco de mármol en un tono más suave de la púrpura disponible sólo en el Reino Unido y Europa.

## Recepción
En 2005, Purple era el número 438 en el libro de la revista Rock Hard de Los 500 Greatest Rock & Metal álbumes de todos los tiempos. En 2006, el álbum ocupó el puesto número 73 en la lista de la revista Guitar World de los 100 mejores álbumes de guitarra de todos los tiempos. En mayo de 2014, Loudwire coloca al disco en el número seis en la lista de sus "10 Best Hard Rock Albums de 1994". En julio de 2014, Guitar World clasificó el álbum en el número 24 de sus "Superunknown: 50 álbumes icónicos que definieron 1994".

## Lista de canciones
1. "Meat Plow" — 3:37
2. "Vasoline" — 2:56
3. "Lounge Fly" — 5:18
4. "Interstate Love Song" — 3:14
5. "Still Remains" — 3:33
6. "Pretty Penny" — 3:42
7. "Silvergun Superman" — 5:16
8. "Big Empty" — 4:54
9. "Unglued" — 2:34
10. "Army Ants" — 3:46
11. "Kitchenware & Candybars" — 4:27

Contiene un track oculto al final del disco llamado "The Second Album".

## Reedición 25 Aniversario
El álbum fue objeto de una reedición aumentada en 2019, con motivo del 25º aniversario de su edición original. 
CD1 - Álbum Original Remasterizado.
CD2 - "Early Versions, Demos & Acoustic.
1.- Meatplow (Early Version)
2.- Interstate Love Song (Early Version)
3.- Big Empty (Acoustic)
4.- Unglued (Demo)
5.- Army Ants (Demo)
6.- Kitchenware and Candy Bars (Demo)
7.- Dancing Days (Led Zeppelin cover)
8.- She knows me too well (Demo)
9.- Interstate Love Song (Acoustic)
10.- Pretty Penny (Acoustic)
11.- Kitchenware and Candybars (Acoustic)
12.- Christmastime is here (Acoustic)
CD3- LIVE at New Haven, CT, 23th August 1994
1.- Vasoline
2.- Silvergun Superman
3.- Crackerman
4.- Lounge Fly
5.- Meatplow
6.- Still remains
7.- Gypsy davy
8.- Pretty Penny
9.- Creep
10.- Andy Warhol
11.- Army Ants
12.- Big Empty
13.- Interstate Love Song
14.- Plush
15.- Unglued
16.- Dead and Bloated
17.- Sex Type Thing

## Posiciones en las listas
| Lista (1994)                   | Posición más alta |
| ------------------------------ | ----------------- |
| Australia (ARIA)               | 1                 |
| Austria (Ö3 Austria)           | 18                |
| Canadian Albums (RPM)          | 2                 |
| Países Bajos (Album Top 100)   | 32                |
| Alemania (Offizielle Top 100)  | 15                |
| Nueva Zelanda (RMNZ)           | 3                 |
| Noruega (VG‑lista)             | 11                |
| Suecia (Sverigetopplistan)     | 6                 |
| Suiza (Schweizer Hitparade)    | 25                |
| Reino Unido (UK Albums Chart)  | 10                |
| Estados Unidos (Billboard 200) | 1                 |

| Lista (2019)     | Posición más alta |
| ---------------- | ----------------- |
| Hungría (MAHASZ) | 20                |

| Lista (1994)                       | Posición |
| ---------------------------------- | -------- |
| Australian Albums (ARIA)           | 58       |
| German Albums (Offizielle Top 100) | 87       |
| US Billboard 200                   | 13       |
| Lista (1995)                       | Posición |
| New Zealand Albums (RMNZ)          | 25       |
| US Billboard 200                   | 49       |

| Lista (1990–1999) | Posición |
| ----------------- | -------- |
| US Billboard 200  | 99       |